# Bateria artylerii przeciwlotniczej
Bateria artylerii przeciwlotniczej – pododdział wojsk obrony przeciwlotniczej przeznaczony do zwalczania statków powietrznych przeciwnika: balonów, sterowców, samolotów i śmigłowców. 
Bateria składa się z pododdziału dowodzenia, 2–3 plutonów ogniowych oraz pododdziału dowodzenia i zaopatrywania. Baterie artylerii przeciwlotniczej wchodzą w skład dywizjonów lub pułków artylerii przeciwlotniczej lub innych rodzajów wojsk (np. dywizji piechoty). Działając samodzielnie, bateria otrzymuje jeden obiekt do osłony przed atakami samolotów i śmigłowców przeciwnika z małych i średnich wysokości. W szczególnych wypadkach może być użyta do zwalczania czołgów i wozów opancerzonych.
W styczniu 1956, w Wojsku Polskim, dywizje artylerii przeciwlotniczej otrzymały nowe etaty.
W skład baterii artylerii przeciwlotniczej pułku artylerii przeciwlotniczej średniego kalibru weszły wtedy: pluton dowodzenia, dwa plutony ogniowe i drużyna przeciwlotnicza pkm-2. Bateria uzbrojona była w sześć 85 mm armat przeciwlotniczych.

Podobna strukturę posiadała baplot pułku artylerii przeciwlotniczej MK. Etatowo na jej wyposażeniu znajdowało się sześć 57 mm armat przeciwlotniczych S-60 (faktycznie w wielu bateriach używano jeszcze 37 mm armat przeciwlotniczych wz. 1939).